# Donamaria
Donamaria település Spanyolországban, Navarra autonóm közösségben. Donamaria Doneztebe, Bertizarana, Baztan, Oitz és Ultzama községekkel határos. Lakosainak száma 452 fő (2024).

## Népesség
A település népessége az elmúlt években az alábbi módon változott:
| Lakosok száma | 391  | 414  | 420  | 433  | 436  | 456  | 434  | 433  | 465  | 452  |
|               | 2001 | 2004 | 2007 | 2009 | 2012 | 2014 | 2017 | 2019 | 2022 | 2024 |